# United States v. Microsoft
United States v. Microsoft var en rättegång där USA:s justitiedepartement och 20 delstater anklagade datorprogramföretaget Microsoft för att utnyttja sin dominerande ställning på marknaden, i strid med konkurrenslagen Sherman Antitrust Act. Processen slutade med en förlikning 2001.